# Bhuvaneka Bahu V
Bhuvenaka Bahu V fou rei de Gampola vers 1374 a 1391/1392. Era fill de Nissanka Alakeswara i de la germana de Vikramabahu III al que va succeir.
Va construir una ciutat a Cotta (Jayavardhana-Cotta), coneguda com a Kotte ("El Fort") que va fortificar amb altes muralles, portes i torres. Fiu un fervent budista i va dedicar gran part del seu regnat a la religió amb un nou recipient per la Dent Sagrada. El Mahavansa li assigna un regnat de 20 anys i alguns dies. El va succeir el seu germà (o cunyat) Vira Bahu II.